# Carlia tutela
Carlia tutela es una especie de escincomorfos de la familia Scincidae.

## Distribución geográfica
Es endémica de Morotai, de Ternate y Halmahera, así como algunos islotes adyacentes (Indonesia).